# Sántos, Somogy
Sántos  este un sat în districtul Kaposvár, județul Somogy, Ungaria, având o populație de 559 de locuitori (2011). 

## Demografie
Componența etnică a satului Sántos
     Maghiari (95,98%)
     Romi (1,65%)
     Germani (1,18%)
     Necunoscut (1,18%)
     Alții (1,18%)
Componența confesională a satului Sántos
     Fără religie (14,49%)
     Reformați (3,04%)
     Necunoscută (81,75%)
     Atei (0,72%)
     Alte religii (1,43%)
Conform recensământului din 2011, satul Sántos avea 559 de locuitori. Din punct de vedere etnic, majoritatea locuitorilor (95,98%) erau maghiari, existând și minorități de romi (1,65%) și germani (1,18%). Apartenența etnică nu este cunoscută în cazul a 1,18% din locuitori. Nu există o religie majoritară, locuitorii fiind persoane fără religie (14,49%) și reformați (3,04%). Pentru 81,75% din locuitori nu este cunoscută apartenența confesională.